# Limenitis weidemeyerii
Limenitis weidemeyerii là một loài bướm từ phân họ Nymphalinae, được tìm thấy ở miền Tây Bắc Mỹ. Limenitis weidemeyerii được tìm thấy ở miền tây Canada, vùng Great Plains phía Bắc, và phía Tây Hoa Kỳ, từ dãy núi Rocky đến phía tây Sierra Nevada và California. Loài này được đặt theo tên của John William Weidemeyer, một nhà côn trùng học thế kỷ 19, người đã khám phá ra loài này trong phần mở rộng về phía đông trước đây của mình vào dãy núi Adirondack.